# Боббі Леннокс
Боббі Леннокс (англ. Bobby Lennox, нар. 30 серпня 1943, Солткотс, Шотландія) — шотландський футболіст, що грав на позиції нападника. Відомий, зокрема, виступами за «Селтік», а також національну збірну Шотландії.

## Кар'єра

### «Селтік»
«Селтік» підписав Боббі Леннокса з шотландської юніорської команди «Ердір Рекріейшн» в 1961-му у віці 18 років, а дебютував він за «кельтів» в березні того ж року. За свою кар'єру в усіх змаганнях Боббі забив 273 голи за «Селтік», 167 з яких забито в чемпіонаті, що стало другим результатом за всю історію глазвегіанського клубу (першу сходинку займає Джиммі Макгрорі з 472 голами). Боббі Леннокс здобув 11 золотих медалей чемпіонату Шотландії, 8 Кубків Шотландії та 6 Кубків шотландської ліги. Він був у складі команди, відомої також під назвою «Лісабонські Леви», коли та перемогла у фіналі Кубка європейських чемпіонів сезону 1966-67 «Інтернаціонале» з рахунком 2-1. Крім цього Леннокс узяв участь у фіналі Кубка європейських чемпіонів сезону 1969-70, програному у додатковий час «Феєнорду» 1-2.

### Збірна Шотландії
Леннокс дебютував за збірну Шотландії в матчі проти Північної Ірландії, який завершився з рахунком 2-1, в 1966 році. За національну збірну він провів 10 матчів і забив 3 голи. Боббі став автором одного з голів у знаменитій перемозі  в 1967 році над діючими чемпіонами світу — збірною Англії. Ця поразка стала першою для Англії з фіналу ЧС-1966.

## Титули і досягнення
- Чемпіонат Шотландії
  - Чемпіон (11): 1965–66, 1966–67, 1967–68, 1968–69, 1969–70, 1970–71, 1971–72, 1972–73, 1973–74, 1976–77, 1978–79
- Кубок Шотландії
  - Володар (8): 1964–65, 1966–67, 1968–69, 1970–71, 1971–72, 1973–74, 1974–75, 1976–77
- Кубок шотландської ліги
  - Володар (6): 1965–66, 1966–67, 1967–68, 1968–69, 1969–70, 1974–75
- Кубок європейських чемпіонів
  - Володар (1): 1966–67
  - Фіналіст (1): 1969–70